# Anobra
Anobra ist eine Gemeinde (Freguesia) im portugiesischen Kreis Condeixa-a-Nova. In ihr leben 1249 Einwohner (Stand 19. April 2021).